# Гута (Золочевский район)
Гу́та (укр. Гута) — село в Бусской городской общине Золочевского района Львовской области Украины.
Население по переписи 2001 года составляло 244 человека. Занимает площадь 2,437 км². Почтовый индекс — 80520. Телефонный код — 3264.

## История
В 1946 г. Указом ПВС УССР село Гута-Полоничная переименовано в Гуту.